# Liste von Android-Custom-ROMs
Diese Liste von Android-Custom-ROMs enthält eine Auswahl bekannter Custom-ROMs für Smartphones und Tablets, die auf Android basieren.
| Name                                   | Neuste Android-Version | Entwicklungsstatus | Besonderheiten und Eigenschaften | Entwickler | Erscheinungsdatum (erste Veröffentlichung) |
| -------------------------------------- | ---------------------- | ------------------ | --- | --- | ------------------------------------------ |
| /e/OS (ehemals /e/)                    | 14                     | aktiv              | Fokus auf Datenschutz. Basiert auf LineageOS mit der standardmäßigen Implementierung von microG. Stand Mai 2024 werden 250 Geräte unterstützt. Abgesehen von sehr wenigen Geräten gibt es keine Verified-Boot-Unterstützung. | e Foundation | 12. September 2018                         |
| Android Ice Cold Project               | 15                     | aktiv              | Viele Funktionen aus anderen Custom-ROMs | Toni Ananta, Moshe Barash, Ali B, SpiritCroc, Hector Colmenares, Darragh McGee und weitere                                                                   | 2012                                       |
| CalyxOS                                | 15                     | pausiert           | Datenschutz- und sicherheitsorientiertes Android für Google-Pixel-Geräte und ausgewählte Fairphone- und Motorola-Smartphones mit Fokus auf einfache Installation, optional mit microG. Unterstützt Verified Boot mit geschlossenem Bootloader. Die CalyxOS-Entwickler stützen sich stark auf den LineageOS-Code und die Community. | The Calyx Institute | Juli 2020                                  |
| crDroid                                | 15                     | aktiv              | Verbesserte Leistung, Zuverlässigkeit und Anpassbarkeit, basiert auf LineageOS. | CrDroid-Community | 2016                                       |
| iodéOS                                 | 15                     | aktiv              | Datenschutzorientiertes Android mit optionalem microG, basiert auf LineageOS. | M. Antoine Maurino, iodé technologies SAS | 2020                                       |
| GrapheneOS (ehemals Android Hardening) | 16                     | aktiv              | Datenschutz- und sicherheitsgehärtetes Android. GrapheneOS verzichtet standardmäßig auf die Verwendung der proprietären Google-Play-Dienste, die jedoch innerhalb einer Sandbox nachinstalliert werden können. GrapheneOS enthält außerdem Datenschutz-Erweiterungen auf verschiedenen Ebenen des Betriebssystems und in den mitgelieferten Anwendungen, wie z. B. der Härtung von Kernel, Toolchain und Laufzeitumgebung und eine stark abgesicherte App-Sandbox.                                                                                     | GrapheneOS Foundation | 2019                                       |
| LineageOS                              | 15                     | aktiv              | Der Schwerpunkt liegt auf der Unterstützung einer Vielzahl von zum Teil älteren Geräten. Fortführung des eingestellten CyanogenMod. Im Mai 2024 zählte LineageOS 3,42 Millionen aktive Installationen und 231 unterstützte Android-Geräte. | LineageOS-Community | 31. Dezember 2016                          |
| OmniROM                                | 15                     | aktiv              | | Omnirom-Community | Juni 2015                                  |
| Paranoid Android                       | 15                     | aktiv              | Immersive Mode, optimierter Energieverbrauch | Aaron Gascoigne, Jesús David Gulfo Agudelo, Paul Henschel, Arz Bhatia, Valter Strods, Carlo Savignano, Curtis Mayers, Hieu Nguyen und weitere                | 2012                                       |
| Replicant                              | 6                      | aktiv              | Zielt auf eine vollständige OpenSource-Implementierung, Pflege älterer Geräte | Paul Kocialkowski, Andrés D, Denis „GNUtoo“ Carikli, dl lud, Fil Bergamo, Fil Lupin, Grim Kriegor, Joonas Kylmälä, Kurtis Hanna, My Self, Wolfgang Wiedmeyer | 2010                                       |
| Eingestellte Projekte                  |                        |                    | | |                                            |
| Android Open Kang Project              | 9.0                    | eingestellt        | AOKP galt lange Zeit als „Nummer 2“ hinter Cyanogenmod, bis Paranoid Android das Projekt überholte | AOKP-Team | 2011                                       |
| Arrow OS                               | 13                     | eingestellt        | | Bauuuuu, danielml3, ganeshi4u, ghostrider-reborn, k001droid, perfectime94                                                                                    | 2018                                       |
| CyanogenMod                            | 7.1                    | eingestellt        | Zeitweise mit über 50 Millionen Nutzern das beliebteste Custom-ROM; Entwicklung eingestellt im Dezember 2016; Nachfolger: LineageOS | Cyanogen Inc. | 25. Mai 2009                               |
| Dirty Unicorns                         | 10                     | eingestellt        | Viele Erweiterungen und Einstellungen | DirtyUnicorns-Community | 2012                                       |
| DivestOS                               | 13                     | eingestellt        | Datenschutz- und sicherheitsorientiertes Android. DivestOS-Builds waren mit Release-Schlüsseln signiert, so dass Bootloader auf vielen Geräten neu gesperrt werden konnten. Ein automatischer Common-Vulnerabilities-and-Exposures-Patcher wurde verwendet, um die Kernel gegen viele bekannte Sicherheitslücken zu patchen. DivestOS unterstützte für viele Geräte Verified Boot. Dieses soll sicherstellen, dass der gesamte ausgeführte Code von einer vertrauenswürdigen Quelle stammt und ein Angreifer keine Manipulation daran vorgenommen hat. | Tad, Divested Computing Group | 2014                                       |
| Resurrection Remix OS                  | 10                     | eingestellt        | Energieverbrauchsoptimiert | Atlan KRK, Varun Date, Shubhang Rathore, Akhil Narang, Brian Koluch, Andres Pascual, Daniel „Kng“                                                            | 1. Januar 2012                             |
| SlimRom                                | 8.1                    | eingestellt        | Minimalsystem | Anthony King, Daniel Koman, Dimitris Mantzouranis, Griffin Millender, Jean-Pierre Rasquin und weitere                                                        | 2012                                       |